# Роузмонт, Роми
Роми Роузмонт (англ. Romy Rosemont; род. 28 октября 1964, Нью-Йорк, Нью-Йорк) — американская телевизионная актриса. Роузмонт появилась с гостевыми ролями почти в сотне телешоу, однако наиболее известна благодаря второстепенной роли Кэрол Хадсон в сериале «Хор».

## Биография, карьера
Роузмонт окончила Северо-Западный университет и в дополнение к роли в «Хоре» имела второстепенную роль в сериале «C.S.I.: Место преступления» в 2002—2005 годах. В основном она на протяжении всей своей карьеры играла эпизодические гостевые роли в различных сериалах, среди которых были «Мерфи Браун», «Розанна», «Скорая помощь», «Друзья», «Элли Макбил», «Прикосновение ангела», «Седьмое небо», «Части тела», «Анатомия страсти», «Юристы Бостона», «Братья и сёстры», «Частная практика», «Мыслить как преступник», «До смерти красива», «Закон и порядок: Специальный корпус», «Правосудие» и многих других.
В дополнение к своей работе на телевидении, Роузмонт появилась в фильмах «Сумасшедшая история» (1991), «Моя жизнь» (1993), «Конго» (1995), «Холостяк» (1999), «Любой ценой» (2000), «Продавщица» (2005), «Друзья с деньгами» (2006), «Американское преступление» (2007) и «Мстители» (2012).

## Избранная фильмография
| Год  |   | Русское название    | Оригинальное название | Роль      |
| ---- | - | ------------------- | --------------------- | --------- |
| 2002 | с | Клиент всегда мёртв | Six Feet Under        | профессор |